# Alianza de los Bakongo
ABAKO o Alianza de los Bakongo es un partido político de la República Democrática del Congo fundado oficialmente el 26 de junio de 1959. 
La alianza se había creado antes, en ese mismo año, con el nombre de "Asociación de los Bakongo". De hecho contó con una existencia anterior como asociación cultural creada en 1950 por Edmond Nzeza Landlu y se transformó en formación política a mediados de los años 50. Desempeñó un importantísimo papel como motor en la lucha por la independencia del Congo Belga. El 4 de enero de 1959, la prohibición de una reunión de este partido desencadenó una revuelta que terminó en matanza en Leopoldville. El 11 de enero de ese mismo año se disolvió oficialmente la asociación.
El presidente de la ABAKO, Joseph Kasa-Vubu será el primer presidente del Congo independiente. Daniel Kanza, el vicepresidente de ABAKO, se convertirá en el primer burgomaestre de Kinshasa mientras su hijo, Thomas Kanza, primer universitario congoleño titulado en Bélgica, formará parte del Gobierno de Patrice Lumumba.

## Nota
La siglas ABAKO las utiliza hoy en día el partido político Alianza de los Constructores del Kongo.
- Datos: Q1666735
- Multimedia: Alliance of Bakongo / Q1666735